# ФК Раднички Бајмок
Фудбалски клуб Раднички Бајмок је фудбалски клуб из Бајмока, Србија, основан 1929. године. Тренутно се такмичи у Војвођанској лиги Север, четвртом такмичарском рангу српског фудбала.

## Историја
Први фудбалски клуб у Бајмоку основан је 27. јуна 1905. године и звао се Бајмочки Атлетски Клуб и учесник је прве сезоне 1920/21. Суботичког ногометног подсавеза (СНП). Наредних пет година клуб се такмичио, да би сезона 1925/26. прошла без фудбалера из Бајмока. Након три године паузе, у лето 1928. фудбалери из Бајмока су опет у такмичењу за бодове. На први успех чекало се пет година. У сезони 1932/33. Бајмочани су у конкуренцији седам клубова убедљиво освојили прво место пласирајући се у 1. разред СНП-а. Три бода више у односу на сомборски ЖАК била су довољна да Бајмочки АК први прође кроз циљ Дунавске групе I/B резреда у сезони 1938/39 али нису успели у квалификацијама за виши ранг. Од 1940. године Бајмочки АК заједно са Оџачким СК, Безданским СУ, Црвеначким СК, СК Слогом Станишић, сомборским ССУ и ЖАК-ом, СК Српски Милетић и многим другим прелази из СНП-а у новоосновану Сомборску жупу.
Иако у Бајмоку дуги низ година постоји БАК и који се такмичи, у јуну 1929. године нови фудбалски клуб под именом Раднички савезу доставља клупска правила ради регистровања.
После Другог светског рата, клуб из Бајмока се покренуо 1947. године. У сезони 1970/71. заузима једанаесто место у Бачкој лиги, да би наредне сезоне био три места боље пласиран (8). Испадање у нижи ранг уследиће после сезоне 1972/73. када ће Раднички заузети тринаесто место на табели Бачке зоне.
У дебитансткој сезони Војвођанске лиге (тадашњи трећи степен такмичења) клуб ће се пласирати 1976 године када ће на крају првенства заузети друго место, два бода иза првопласиране екипе из Врбаса која ће уписати 47 бодова. Већ наредне сезоне Раднички из Бајмока доспеће у борбу за опстанак када ће га један бод делити од селидбе у нижи ранг. Тај период као да је раздрмао играче из Бајмока и они ће у наредних шест година бити редовни учесници трећега ранга, на крају првенства углавном пласирани и први део табеле. Испадање ће уследити 1983/84. године када ће Раднички (25 бодова), заједно са Полетом из Накова (14) и Јединством из Старе Пазове (12) у нижи ранг.
У повратничкој сезони Бачке лиге 1984/85. Раднички ће на крају бити други са освојених 41 бод, девет мање од првопласиранох кулског Хајдука. Екипа из Бајмока задржаће се у четвртом рангу наредних 11 година, када ће се у сезони 1995/96. заједно са новосадским Кабелом пласирати у Српску лигу Војводина (обе екипе су имале по 71 бод). У дебитантској сезони Бајмочани заузимају претпоследње место на табели са освојених 33 бода и заједно са суботичком Бачком (42), Русандом (34) из Меленаца и Сремцем (27) из Војке испада у нижи ранг.
Поновно наступање у Војвођанској лиги Запад (у сезони 1997/98) клуб заузима друго место, три бода мање иза првопласираног Ветерника (77) и поново се враћа у Српску лигу Војводина које ће пролећа 1999. године бити прекинуто услед НАТО агресије на нашу земљу. Раднички ће тада, после 19 кола освојити 26 бодова и заузети осмо место на табели. Наредне сезоне 1999/00. Раднички из Бајмока са 66 бодова заједно са АИК-ом из Бачке Тополе дели шесто место Српске лиге група Војводина.
Испадање из трећег ранга српског фудбала уследиће после сезоне 2004/05. када ће Бајмочани са 35 бодова заузети 15. место на табели и заједно са Ветерником (41) и Младост Универзал Лукс (29) склизнути у нижи ранг такмичења.
Од сезоне 2005. године до 2013. године фудбалски клуб из Бајмока ће наступати у четвртом степену такмичења, Војвођанској лиги, а од сезоне 2015/16. клуб се такмичи у Подручној лиги Суботица.
Два настала упражњена места у ВФЛ Север, настала након одустајања ОФК Старог Града из Бачке Паланке и враћањем Хајдук 1912 из Куле у СЛВ, у лето 2022. године заузели су Обилић из Змајева и Раднички из Бајмока, који су на адресу ФСС послали најбољу финансијску понуду. Иначе, Раднички је сезону 2021/22. подручне лиге Суботица завршио на седмом месту, док су змајевци били вицешампиони.